# Liga Regionalista
La Liga Regionalista (en catalán: Lliga Regionalista) fue un partido político español y catalán que tuvo una relativa importancia durante el período de la Restauración. El partido, que tuvo una ideología conservadora y catalanista, estuvo encarnado durante buena parte de su historia por el político Francesc Cambó. 
La Liga Regionalista desarrolló un papel protagonista en Cataluña desde comienzos del siglo XX hasta la proclamación de la Segunda República Española en 1931, momento en que la hegemonía del nacionalismo catalán pasó a ser ostentada por Esquerra Republicana de Catalunya (ERC), de corte izquierdista. En 1933, a consecuencia de la pérdida de su anterior hegemonía política, el partido cambió de nombre y pasó a llamarse Liga Catalana (en catalán: Lliga Catalana). El partido continuó existiendo hasta el estallido de la Guerra civil, cuando su actividad se extinguió.
A lo largo de su existencia, por sus filas militaron políticos que ejercieron cargos de poder como Juan Ventosa Calvell, Enric Prat de la Riba, Francesc Cambó, Luis Ferrer-Vidal y Soler, Luis Puig de la Bellacasa y Déu o Raimundo de Abadal Calderó.
Su órgano de comunicación oficial fue el diario La Veu de Catalunya.

## Historia

### Orígenes y creación
El partido fue fundado el 25 de abril de 1901 como resultado de la fusión del Centre Nacional Català y la Unió Regionalista. Nació como un partido de corte autonomista y regionalista, compuesto por cuadros procedentes del catalanismo político. La Lliga se consolidó durante ese mismo año gracias al triunfo de la llamada candidatura de los «cuatro presidentes» en las elecciones de mayo de 1901. Esta candidatura estaba formada por Sebastián Torres, Alberto Rusiñol, Bartolomé Robert y Lluís Domènech.
En 1906 la Lliga sufrió una escisión protagonizada por varias personalidades descontentas con la posición del partido ante la visita a Barcelona del rey Alfonso XIII. Este grupo se acabaría integrando en el Centre Nacionalista Republicà, de ideología catalanista y republicana, y también en torno al diario El Poble Català.

### Primeros años

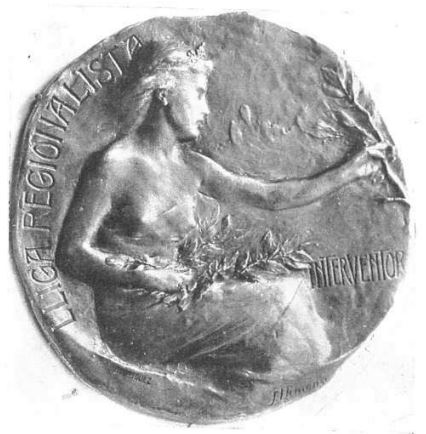
Medalla regalada por la Lliga Regionalista a los interventores electorales.

En 1906 la Lliga se integró en la coalición electoral «Solidaridad Catalana», formada también por la fracción catalanista de Unión Republicana, nacionalistas catalanes, republicanos federalistas o incluso los carlistas. Los éxitos de convocatoria de la Solidaritat fueron espectaculares, con manifestaciones masivas como la celebrada en Barcelona el 20 de mayo de 1906 que congregó a 200 000 personas. En las elecciones de abril de 1907 la coalición tuvo un resonante éxito, obteniendo 41 de los 44 escaños que correspondían a las cuatro provincias catalanas. Esta experiencia supuso un momento importante para la Lliga, que logró alcanzar una importante posición política. Sin embargo, los partidos que formaban parte de la coalición tenían intereses muy heterogéneos, lo que acabaría provocando no pocas fricciones. La Lliga Regionalista empezó a verse sobrepasada por las iniciativas de los sectores izquierdistas, y ante la actividad desarrollada por las fuerzas más izquierdistas, tanto Cambó como Prat de la Riba empezaron a temer que la Lliga perdiera su posición hegemónica dentro de la coalición. Solidaritat Catalana se acabó rompiendo a causa fundamentalmente del apoyo que la Lliga Regionalista hizo al proyecto de ley de Administración local que presentó el gobierno de Antonio Maura, el cual admitía la posibilidad de crear un ente regional en Cataluña.

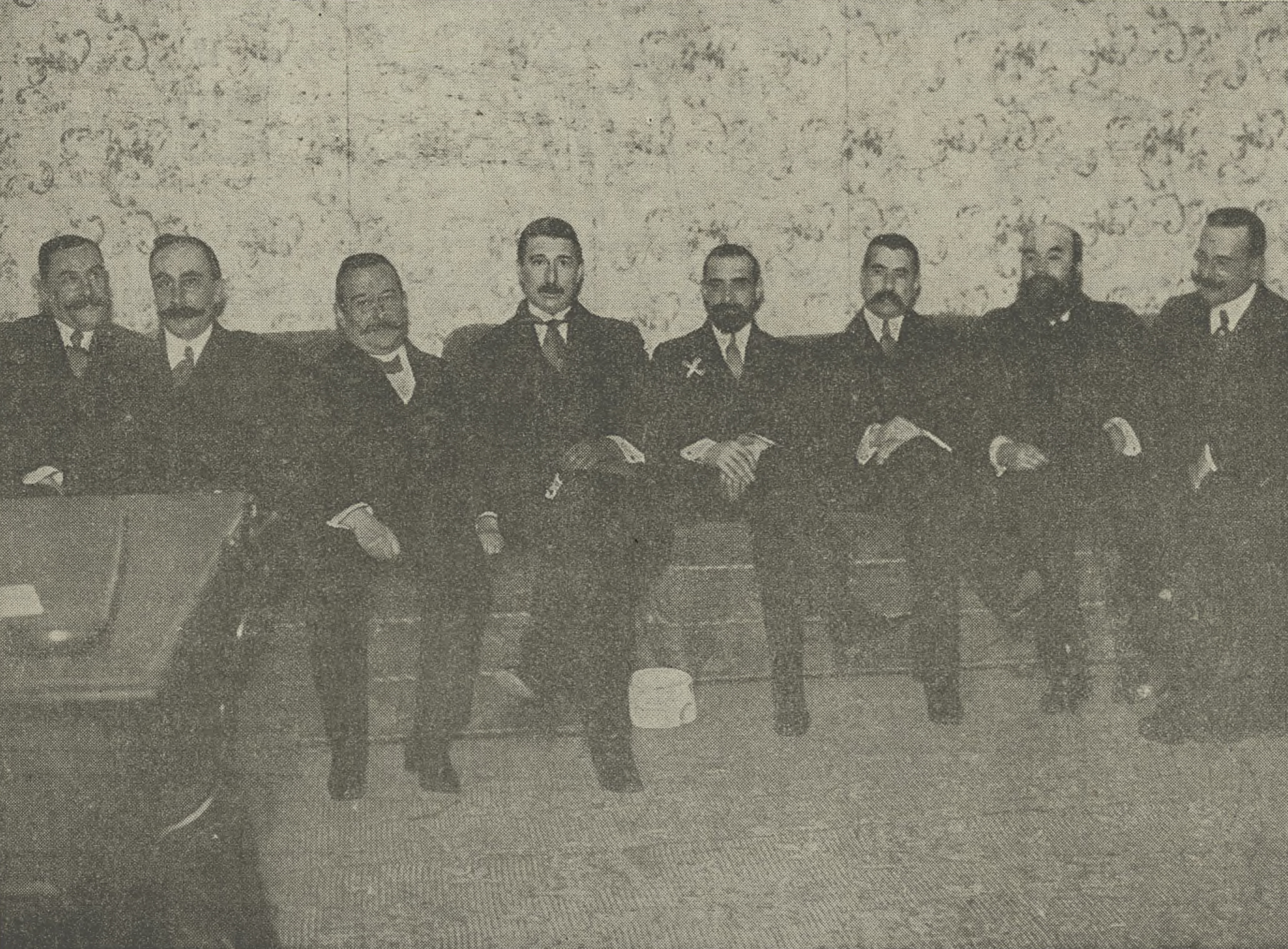
Grupo de políticos de la Lliga antes de una conferencia de Cambó en enero de 1912 sobre las Mancomunidades y el Parlamento. En la imagen aparecen, de izquierda a derecha: Buenaventura María Plaja, diputado por Granollers; Juan Ventosa y Calvell, diputado por Santa Coloma; Enric Prat de la Riba, presidente de la Diputación provincial de Barcelona; Alberto Rusiñol, exsenador; Francisco Cambó (x); Luis Durán y Ventosa, diputado provincial; Joan Garriga Masó, diputado por La Seo de Urgel; y Manuel Moragas Manzanares, presidente de la Bolsa del Trabajo

Hasta ese momento el catalanismo había marchado unido, si bien desde ese punto la Lliga empezó a ser vista desde otros sectores como el proyecto nacionalista de una parte de Cataluña, que no representaba a todas las sensibilidades sociales. No obstante, siguió ocupando el espacio político catalanista de las clases medias. A partir de esa fecha el partido empezó a practicar una política de entendimiento y negociación con el gobierno central de Madrid. Gracias a la actividad ejercida por Prat de la Riba, uno de los principales logros de la Lliga la creación de la Mancomunidad de Cataluña el 6 de abril de 1914, una institución de autogobierno regional que tras muchos meses de discusiones fue concedida por el presidente del Consejo de ministros, Eduardo Dato. La Mancomunidad estuvo formada sobre la base de las diputaciones provinciales de Barcelona, Gerona, Lérida y Tarragona, las cuales a su vez cedieron sus competencias a la Mancomunidad. 
A fin de conseguir una capacidad legislativa de la que carecían, Francisco Cambó, líder de la Lliga tras la muerte de Prat de la Riba en 1917, lideró la redacción de un Proyecto de estatuto para Cataluña. Este estatuto, redactado por la Mancomunidad y por los parlamentarios catalanes, fue aprobado el 26 de enero de 1919 pero rechazado posteriormente por las Cortes españolas.

### Participación en el gobierno de salvación nacional
Con la crisis de la monarquía, y a través de Francisco Cambó, en noviembre de 1917 la Lliga acepta participar en el gobierno nacional. Raimundo de Abadal Calderó, nuevo presidente, impulsó la extensión del ideario federativo por el resto de España, alcanzando un cierto eco en la Región valenciana, Aragón, Galicia, las Provincias Vascongadas y las Islas Baleares. Junto con Juan Ventosa Calvell, Pedro Rahola y Francesc Cambó, se organizaron reuniones y conferencias para predicar el regionalismo y obtener apoyo a la política de la Lliga. Sin embargo, los resultados de las elecciones de 1918 reflejarán poco apoyo fuera de Cataluña, y una nueva crisis de gobierno entre Santiago Alba y Cambó, entonces ministro de Fomento, apartó al partido del poder, devolviéndolo a la oposición, donde cooperará en el movimiento a favor de autonomía de Cataluña en noviembre de 1918. Tres de sus miembros figuraron en la comisión que redactó un proyecto de estatuto de autonomía que fue entregado al gobierno, lo que provocó una nueva crisis. 

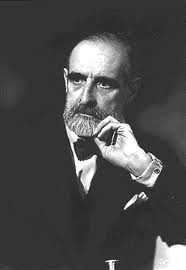
Francesc Cambó.

Cambó intentó mantener la Lliga al margen de la pugna entre la izquierda catalanista y la monarquía (suya es la famosa frase Monarquía? República? Catalunya!), pero las revueltas obreras que culminaron con la huelga de La Canadiense (febrero-marzo de 1919) y la aparición de la Unión Monárquica Nacional —fundada y presidida por Alfonso Sala y Argemí, que quería ganarse el apoyo de los elementos conservadores de la Liga— le dejaron en una posición muy difícil. A pesar de ello y de la crisis industrial de los años veinte, volvió a obtener buenos resultados en Cataluña durante las elecciones de 1920, 1921 y 1922. Después del desastre de Annual en 1921 Francesc Cambó fue nombrado Ministro de Finanzas de un nuevo gobierno. Esto, sin embargo, provocó que en junio de 1922 se escindiera el sector más nacionalista, que formó Acció Catalana. Esto le restó muchos votos en las elecciones provinciales de junio de 1923, a pesar del hundimiento de la Unión Monárquica Nacional de Alfonso Sala.

### Golpe de Estado de Primo de Rivera
Viendo en ello una liquidación de la política iniciada por Cánovas del Castillo y una garantía contra el problema obrero, la Lliga observó con simpatía el golpe de Estado de Miguel Primo de Rivera el 13 de septiembre de 1923. Ante los constantes conflictos que la patronal catalana mantenía con obreros y sindicatos, Cambó, como buena parte de la burguesía catalana, expresó su anhelo por la instauración de una dictadura que reinstaurara el orden público:

[…] «Una sociedad en la cual la avalancha demagógica [sindicalista] pone en grave peligro ideales e intereses se resignará a todo con tal de sentirse amparada…» […] Esto no significa, sin embargo, que hubiera un peligro real de revolución social en vísperas del golpe de Primo de Rivera".

Pero cuando Primo de Rivera mostró sus intenciones reales, el partido intentó entregar una protesta a Alfonso XIII, siendo posteriormente ilegalizado (como el resto de partidos políticos españoles). Sus centros fueron disueltos o clausurados, y el diario La Veu de Catalunya sometido a la censura previa impuesta a la prensa.

### Pérdida de la hegemonía en Cataluña
La caída de la dictadura en enero de 1930 le permitió volver a la escena, pero la enfermedad de Francesc Cambó y la gran popularidad alcanzada por Francesc Macià, fundador de Esquerra Republicana de Catalunya (ERC), le restaron efectividad. Se reestructura el partido, renovándose la estrategia, centrada en las tesis de Cambó en su libro Por la concordia (1930; escrito en 1927). La Lliga participó, a través de Juan Ventosa Calvell (finanzas), en el último gobierno de la monarquía. Pero los resultados de las elecciones municipales del 12 de abril de 1931, con victoria de ERC y el exilio de Alfonso XIII, los obligó a cambiar de táctica. Raimundo de Abadal ofreció su apoyo a Macià en la lucha por la autonomía catalana y aceptó el cambio de régimen. Esto no evitó que en las elecciones constituyentes de 1931 la Lliga solo obtuviese tres diputados en las Cortes Generales.
La Lliga colaboró en el plebiscito a favor del Estatuto de agosto de 1931, y se aprovechó electoralmente del hundimiento de Lerroux y de las divisiones en Acción Catalana para mejorar posiciones en las elecciones al primer Parlamento de Cataluña, agrupando los sectores conservadores y siendo la primera fuerza de oposición con 16 parlamentarios. En 1933 cambió su nombre por el de «Lliga Catalana», con el objetivo de dar un impulso al partido y tratar de recuperar su antiguo protagonismo político.
En las elecciones parlamentarias de 1933, la Liga mejoró notablemente sus posiciones alcanzando los 24 diputados, superando a ERC por primera vez en la etapa republicana. Ello le permitió desempeñar un papel en la gobernación de la República en sintonía con la CEDA de José María Gil-Robles, aunque con un talante más dialogante marcado por la vuelta al parlamento de Francesc Cambó. En las elecciones municipales catalanas de 1934 no consiguió superar a ERC. La fracasada Revolución de 1934 y la proclamación del Estado Catalán en octubre de 1934 por el presidente Lluís Companys supusieron la suspensión de la autonomía catalana por el gobierno republicano. La Liga participó en un "Consell de la Generalitat" designado por el gobierno central hasta que las elecciones parlamentarias de febrero de 1936 supusieron la restauración de Companys al frente de la Generalidad de Cataluña. En dichas elecciones la Liga obtuvo unos 23 diputados, formando parte del bloque conservador junto con la CEDA de Gil Robles.

### Guerra Civil y desaparición
El fracaso del golpe militar de julio de 1936 en Barcelona y el consiguiente proceso revolucionario que se vivió, con la formación de milicias armadas de las organizaciones izquierdistas, ocasionó una dura represión sobre los simpatizantes de la Liga, vistos como colaboradores de los sublevados. Dentro del proceso de la guerra civil española, la Liga acabó disolviéndose, integrándose algunos de sus militantes dentro del partido único creado por el general Franco. Francesc Cambó y los principales miembros dirigentes de la Lliga Catalana (antes Liga Regionalista) colaboraron con los sublevados durante la guerra. Sus actividades profranquistas se llevaron a cabo fundamentalmente en Francia e Italia.
En París se creó una Oficina de Prensa y Propaganda financiada inicialmente por Cambó, para elaborar informes confidenciales para el Servicio de Información Secreta de la Embajada Nacional en París, confeccionar un boletín regular (Bulletin d'Information Espagnole) en francés y castellano, editar y publicar libros y panfletos a favor del bando fascista, como la revista Occident, la principal publicación periódica europea favorable a la causa franquista. 
También se organizaron unos servicios de espionaje y en contacto permanente con la Delegación de Prensa y Propaganda de Salamanca. Miembros destacados de la Lliga Catalana formaron parte del Servicio de Información del Nordeste de España (SIFNE) que gracias a ellos había establecido una importante red de espionaje en Barcelona y Cataluña. 
También participaron en las emisiones de Ràdio Veritat, organizada por el Conde Ciano y que emitía a partir de febrero de 1937 desde Italia propaganda franquista en catalán y español.  Participaron activamente Francesc Cambó como principal organizador, Joan Costa i Deu, Josep Pla, Joan B. Solervicens, Ramon d´Abadal i Vinyals, Joaquim Pellicena, o Delfi Escola i Figuerola entre otros.

## Resultados electorales

### Congreso de los Diputados
| Comicios | % de voto | Escaños obtenidos | +/– | Cabeza de lista            | Notas                                           |
| -------- | --------- | ----------------- | --- | -------------------------- | ----------------------------------------------- |
| 1901     |           | 6/402             | -   | Bartolomé Robert           |                                                 |
| 1903     |           | 5/403             | 1   |                            |                                                 |
| 1905     |           | 7/403             | 2   |                            |                                                 |
| 1907     |           | 14/404            | 7   | Enric Prat de la Riba      | Dentro de la coalición «Solidaridad Catalana».  |
| 1910     | 2,7%      | 10/404            | 4   | Enric Prat de la Riba      |                                                 |
| 1914     | 3,43%     | 13/408            | 4   | Francisco Cambó            |                                                 |
| 1916     | 3,43%     | 13/408            | 0   | Enric Prat de la Riba      |                                                 |
| 1918     | 5,13%     | 21/409            | 8   | Francisco Cambó            |                                                 |
| 1919     | 3,42%     | 14/409            | 7   | Francisco Cambó            |                                                 |
| 1920     | 3,42%     | 15/437            | 1   | Francisco Cambó            |                                                 |
| 1923     | 4,89%     | 20/437            | 5   | Francisco Cambó            |                                                 |
|          |           |                   |     |                            |                                                 |
| 1931     | 0,4%      | 2/470             | -   | Francisco Cambó, P. Rahola |                                                 |
| 1933     | 5,1%      | 24/473            | 22  | Francisco Cambó            |                                                 |
| 1936     | 2,5%      | 12/473            | 12  | Francisco Cambó, P. Rahola | La Lliga encabezaba el Frente Catalán de Orden. |

### Parlamento de Cataluña
| Comicios | % de voto | Escaños obtenidos | +/– | Cabeza de lista | Notas                                       |
| -------- | --------- | ----------------- | --- | --------------- | ------------------------------------------- |
| 1932     | 27%       | 16/85             | -   | Juan Ventosa    | Dentro de la coalición Concòrdia Ciutadana. |